# Agnetha Fältskog
Agnetha Åse Fältskog (født 5. april 1950 i Jönköping, Sverige) er en svensk sanger og sangskriver, der blev verdenskendt som medlem af ABBA.

## Tiden før ABBA
Agnetha Fältskog (født Agneta) var allerede før ABBA-tiden en succesrig sangerinde i Sverige. Hun startede med at synge i et danseorkester som 15-årig og skrev til dette sangen "Jag var så kär", der blev nr. 1 på Svensktoppen i 1967. Samtidig med dette gennemførte hun realskolens fireårige linje, og efterfølgende arbejdede hun blandt andet som kontorelev og omstillingsdame.
Men det var musikken, der var hendes store lidenskab, og hun skrev flere sange, der blev hits, blandt andet med trioen The Cambers. Et par af sangene gav hende dog problemer. "Zigenarvän" blev kritiseret som værende racistisk, men faktisk havde Fältskog kun skrevet melodien. 
"Om tårar vore guld", som hun hittede med i 1969, blev af danskeren Per Hviid beskyldt for at være et plagiat af en af hans melodier. Han hævdede, at hun måtte have hørt melodien på en turne, han havde været på, men han måtte opgive et søgsmål, da det viste sig, at hans turne var i 1950 – Agnetha Fältskogs fødeår. Ironisk nok blev sangen et kæmpe dansktophit med Susanne Lana med titlen "Hvis tårer var guld" med Fältskog krediteret for melodien.
I 1969 mødte hun første gang Björn Ulvaeus i forbindelse med indspilningen af et tv-program. De sang tre sange sammen, men senere skulle de tilsammen blive halvdelen af ABBA. De blev gift med hinanden 6. juli 1971. ABBA blev dog først dannet i 1972, og inden da spillede Fältskog blandt andet Maria Magdalena i den svenske opførelse af Jesus Christ Superstar. Desuden indspillede hun flere sange på tysk, der hittede i Tyskland bl.a. "Golliwog".

## ABBA-tiden
Med sejren i Eurovision Song Contest 1974 med "Waterloo" fik ABBA et formidabelt gennembrud over det meste af verden. ABBA blev populære på en blanding af musikalsk kvalitet, men også på bevidst anvendelse af det gode udseende af Agnetha Fältskog (den lyse) og Anni-Frid Lyngstad (den mørke), de to kvindelige forgrundsfigurer. Dette blev promoveret stærkt, ved at gruppen – som en af de første – i udstrakt grad indspillede videoer med deres hits. I disse videoer og til koncerterne brugte gruppen meget iøjnefaldende kostumer, der var kreeret af Fältskog og Lyngstad.
Samtidig med den musikalske karriere fik Agnetha Fältskog børnene Christian og Linda med Björn Ulvaeus, men i 1980 blev parret skilt. Gruppen fortsatte dog endnu et par år, men da succesen efterhånden var dalet, og gruppens medlemmer fik forskellige andre interesser, stoppede gruppen med udsendelsen af sin sidste single i 1982.

## Efter ABBA
Agnetha Fältskog udsendte i løbet af 1980'erne tre engelske album, der solgte ganske pænt på verdensplan, men dog ikke i nærheden af de tal, der var kendt fra ABBA-tiden. Hun sang også duet med Tomas Ledin og havde en hovedrolle i filmen Raskenstam, der var meget populær i Skandinavien. 
Men mod slutningen af årtiet trak hun sig ud af rampelyset og blev i en længere periode opfattet som sky. Brita Åhman udsendte interviewbogen As I Am i 1996 (udsendt på dansk i 1997 som Som jeg er), men musikalsk set gik der sytten år fra hendes tredje soloalbum fra 1987, til hun udsendte nyindspillet materiale i form af albummet My Colouring Book i 2004. Fältskog er også i de senere år trådt mere frem i rampelyset. For eksempel mødte hun op til den svenske premiere på musicalen Mamma Mia!, der er baseret på ABBA-sange, mens hun som den eneste af de fire ABBA-medlemmer ikke var mødt op til verdenspremieren i 1999.
Hun lever nu fast sammen med forretningsmanden Bertil Nordström.

## Diskografi
Agnetha Fältskog har udgivet følgende album:
- Agnetha Fältskog (1968)
- Agnetha Fältskog vol. 2 (1969)
- Som jag är (1970)
- När en vakra tanka blir en sång (1971)
- Elva kvinnor i et hus (1975)
- Tio År med Agnetha (1979)
- Nu tändas tusen juleljus (1980)
- Wrap your arms around me (1983)
- Eyes of a woman (1985)
- Kom följ med i vår karusell (1987)
- I stand alone (1987)
- My colouring book (2004)
- A (2013)

- Hendes første 20 udgivelser var singleplader på Cupol i årene 1967-1979.
- Hun har samlet fået udgivet 88 værker på single, lp, kassettebånd, cd og billedsingle på blandt andet svensk, engelsk, spansk og tysk.
- Blandt hendes kendteste sange er: "Om tårer vore guld", "SOS" (på svensk), "The Heat Is On" og "I Should Have Followed You Home" (duet med Gary Barlow)